# KSG Saarbrücken
Die Kriegsspielgemeinschaft Saarbrücken war in der Spielzeit 1943/44 eine Spielgemeinschaft aus den beiden Saarbrücker Fußballvereinen FV Saarbrücken und SC Altenkessel.
Die Kriegsspielgemeinschaft der beiden Vereine wurde gegründet, nachdem der FV Saarbrücken bei einem Bombenangriff sein Vereinsheim und damit auch sämtliche Ausrüstung verloren hatte. Sie übernahm den Platz des FVS in der Gauliga Westmark und wurde in der Gauliga Westmark 1943/44 ungeschlagener Meister und qualifizierte sich so für die Deutsche Meisterschaft. Durch Siege über den Göppinger SV (5:3 in Stuttgart) und den FC Mülhausen 93 (5:3 am heimischen Kieselhumes) erreichte die Mannschaft das Viertelfinale. Dort war dann allerdings der 1. FC Nürnberg eine Nummer zu groß. Gegen die Franken setzte es eine 1:5-Heimpleite. Mit dieser Niederlage war die Geschichte der KSG Saarbrücken beendet, da ab Sommer 1944 der geregelte Spielbetrieb zum Erliegen kam.
Nach dem Zweiten Weltkrieg gingen beide Vereine wieder getrennte Wege.